# چودهوان، خیبر پختونخوا
چودهوان (به انگلیسی: Choudhwan) یک شهرک در پاکستان است که در ناحیه دیره اسماعیل خان واقع شده‌است.